# کانتیلو
کانتیلو (به انگلیسی: Kantilo) یک شهرک در هند است که در بخش نایاگار واقع شده‌است. کانتیلو ۸٬۷۲۷ نفر جمعیت دارد و ۶۵ متر بالاتر از سطح دریا واقع شده‌است.